# Aricidea belgicae
Aricidea belgicae är en ringmaskart som först beskrevs av Fauvel 1936.  Aricidea belgicae ingår i släktet Aricidea och familjen Paraonidae. Inga underarter finns listade i Catalogue of Life.